# خورخه سوکیاس
خورخه سوکیاس (اسپانیایی: Jorge Socías‎؛ زادهٔ ۱۰ دسامبر ۱۹۵۲) بازیکن فوتبال اهل شیلی بود.
از باشگاه‌هایی که در آن بازی کرده‌است می‌توان به باشگاه فوتبال یونیورسیداد شیلی اشاره کرد.
وی همچنین در تیم ملی فوتبال شیلی بازی کرده‌است.